# Quadriaccelerazione
In fisica, in particolare nella teoria della relatività ristretta e in relatività generale, la quadriaccelerazione di un oggetto è un quadrivettore, ambientato nello spaziotempo di Minkowski, che generalizza l'accelerazione tridimensionale definita nella meccanica classica.
La quadriaccelerazione trova applicazione in aree quali l'annichilazione dell'antiprotone, la risonanza delle particelle strane e la radiazione di una carica accelerata.

## Definizione
Nello spaziotempo di Minkowski l'evoluzione delle coordinate spaziali di un oggetto nel tempo è descritta da una curva, che è parametrizzata dal tempo proprio {\displaystyle \tau }. La quadrivelocità è il vettore che ha per componenti la variazione delle coordinate spaziali e temporali rispetto al tempo proprio, e la sua norma è solitamente posta uguale alla velocità della luce c, e cambia solo la direzione.
La quadriaccelerazione è definita come la variazione della quadrivelocità rispetto al tempo proprio:
{\displaystyle \mathbf {A} ={\frac {d\mathbf {U} }{d\tau }}=\left(\gamma _{u}{\dot {\gamma }}_{u}c,\gamma _{u}^{2}\mathbf {a} +\gamma _{u}{\dot {\gamma }}_{u}\mathbf {u} \right)=\left(\gamma _{u}^{4}{\frac {\mathbf {a} \cdot \mathbf {u} }{c}},\gamma _{u}^{2}\mathbf {a} +\gamma _{u}^{4}{\frac {\left(\mathbf {a} \cdot \mathbf {u} \right)}{c^{2}}}\mathbf {u} \right)}
dove:
{\displaystyle \mathbf {a} ={d\mathbf {u}  \over dt}\qquad {\dot {\gamma }}_{u}={\frac {\mathbf {a\cdot u} }{c^{2}}}\gamma _{u}^{3}={\frac {\mathbf {a\cdot u} }{c^{2}}}{\frac {1}{\left(1-{\frac {u^{2}}{c^{2}}}\right)^{3/2}}}}
con {\displaystyle \gamma _{u}} il fattore di Lorentz per la velocità {\displaystyle u}, ed il punto che denota la derivata rispetto alla coordinata temporale. In particolare, in un sistema di riferimento inerziale che si muove con l'oggetto si ha che {\displaystyle \mathbf {u} =0}, {\displaystyle \gamma _{u}=1} e {\displaystyle {\dot {\gamma }}_{u}=0}, e pertanto:
{\displaystyle \mathbf {A} =\left(0,\mathbf {a} \right)}
Da un punto di vista geometrico, la quadriaccelerazione è la curvatura della linea di universo.
Le componenti della quadriaccelerazione sono legate a quelle della quadrivelocità attraverso la derivata covariante rispetto al tempo proprio:
{\displaystyle A^{\lambda }:={\frac {DU^{\lambda }}{d\tau }}={\frac {dU^{\lambda }}{d\tau }}+\Gamma ^{\lambda }{}_{\mu \nu }U^{\mu }U^{\nu }}
dove il simbolo di Christoffel {\displaystyle \Gamma ^{\lambda }{}_{\mu \nu }U^{\mu }U^{\nu }} si annulla in coordinate rettangolari.
La quadriaccelerazione è inoltre messa in relazione con la forza dalla relazione:
{\displaystyle F^{\mu }=mA^{\mu }}
dove m è la massa a riposo dell'oggetto considerato.